# Филиппинский какаду
Филиппинский какаду (лат. Cacatua haematuropygia, син. Kakatoe haematuropygia) — птица семейства какаду. Также называют краснохвостным какаду из-за характерного окрашивания хвоста.

## Внешний вид
Длина тела 32 см, хвоста 11,5 см, крыла 33 см, клюва 3,2 см; масса 280—300 г. Окраска оперения белая. Щёки бледно-розовые. Хохол короткий, внутри красновато-жёлтого цвета, сверху белый. Нижняя сторона крыльев и рулевые перья имеют желтоватый оттенок. Нижние кроющие перья хвоста светло-красные. Клюв высокий, у основания тёмный, на конце белый. Окологлазничное кольцо без перьев, белого цвета. Лапы и когти тёмно-серые. Радужка у самца от тёмно-коричневого до чёрного, у самки от кроваво-красного до коричневого. Совершают опустошительные набеги на посевы кукурузы и риса.

## Распространение
Обитает на Филиппинских островах и острове Палаван. 

## Образ жизни
Населяют леса, окраины леса, опушки, горы, окультуренный ландшафт, низменности, прибрежные мангровые заросли, до высоты 1100 м над уровнем моря. Держатся мелкими стаями (4—12 особей). Ночуют в мангровых зарослях или на кокосовых пальмах. Периодически кочуют. Питаются цветами, плодами (мангровое дерево, гуава, дикие бананы), зерном (молодая кукуруза, рис), семенами.

## Размножение

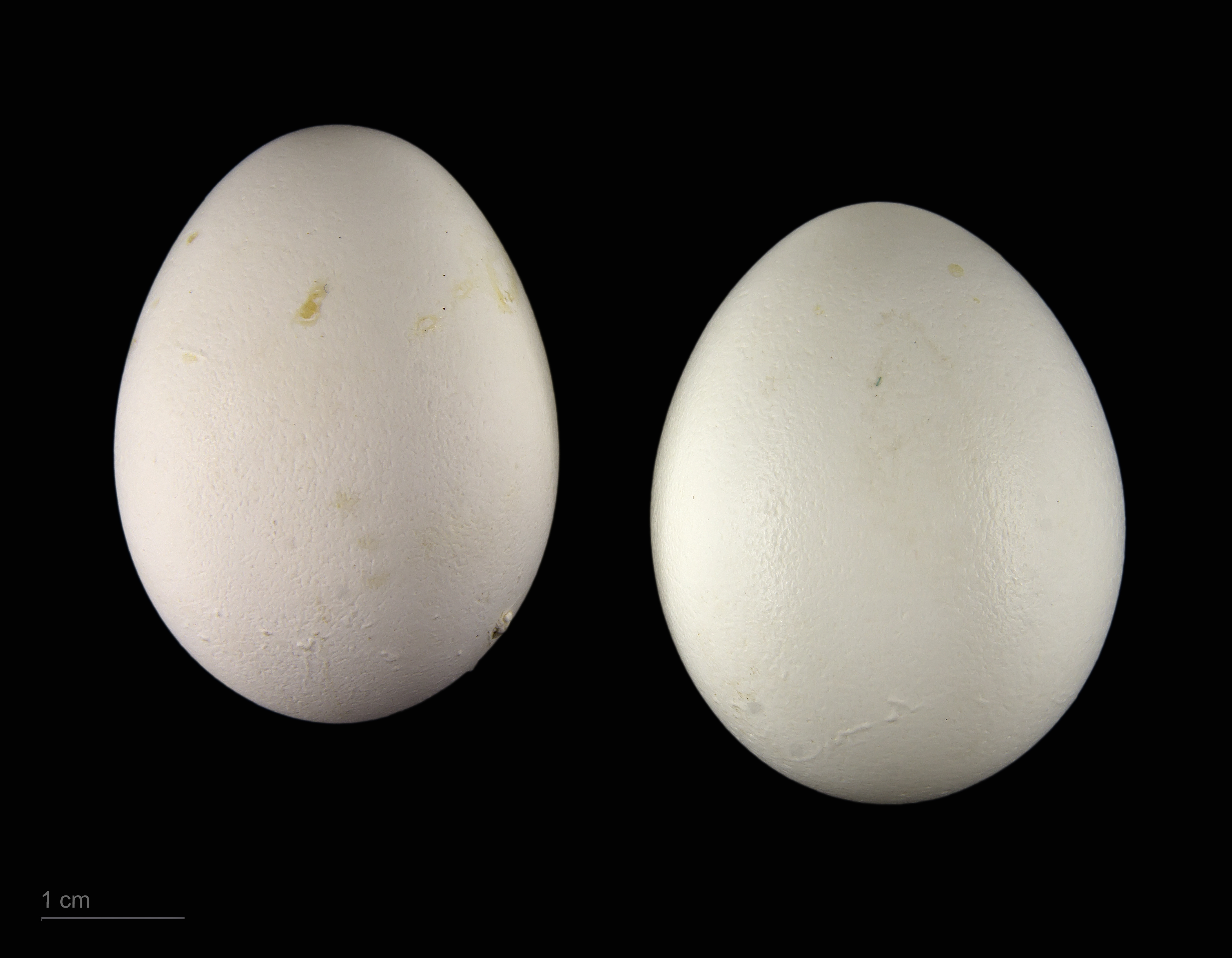
яйцо Cacatua haematuropygia - Тулузский музеум

Гнездятся в дуплах деревьев-гигантов, на высоте 30—40 м. Самка откладывает яйца с трёхдневным интервалом. В кладке 2—3 яйца. Яйца высиживают оба родителя. Высиживание начинается со второго яйца и длится 24—28 дней. В возрасте 60 дней птенцы вылетают из гнезда.

## Угрозы и охрана
До 1880 года местное население использовало мясо попугаев в пищу. За последние 10—15 лет популяция уменьшилась на 60—90 %. Предполагается, что на начало 1990 года в природе осталось 1—4 тыс. особей. Занесён в Международную Красную книгу. Сейчас действуют программы по его защите, контролю отлова, вырубки мангровых зарослей, контролю занимаемой им территории.

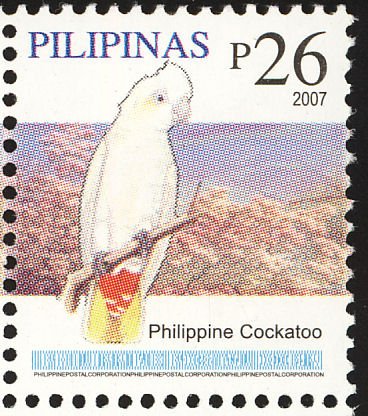
Почтовая марка Филиппин 2007 года

## Содержание
В домашних условиях могут жить долго, но не представляют большого интереса для любителей природы, потому что не обладают способностями к воспроизведению слов. Продолжительность жизни более 50 лет.